# Kang Seul-gi
Dans ce nom coréen, le nom de famille, Kang, précède le nom personnel.
Kang Seul-gi (hangeul : 강슬기 ; hanja : 姜瑟琪), communément appelé par le mononyme Seulgi (coréen : 슬기),  née le 10 février 1994 à Ansan, est une chanteuse et danseuse sud-coréenne. Elle est connue pour faire partie du girl group sud-coréen Red Velvet depuis 2014.

## Carrière
Seulgi est présentée au public en décembre 2013 en tant que membre de SM Rookies, qui est un groupe rassemblant les stagiaires de l'agence SM Entertainment.
Avant ses débuts avec Red Velvet, elle apparait dans le clip de Fantastic, single de Henry Lau extrait de son album homonyme. Elle est également sélectionnée sur la chanson Butterfly, du même album.
Elle intègre le groupe Red Velvet en 2014 en tant que danseuse principale. Sa couleur est le jaune, qui est représenté par un ananas dans les clips de Red Velvet (notamment Red Flavor en 2017).
En janvier 2015, elle joue Dorothy, le rôle principal dans la comédie musicale School Oz.
En 2018, elle collabore avec Soyeon ((G)I-dle), SinB (GFriend) et Chungha (artiste solo) au projet SM STATION X 0, avec le titre Wow Thing.
En avril 2020, SM Entertainment révèle qu'Irene et Seulgi formeront le premier sous-groupe de Red Velvet. Le 6 juillet, Red Velvet - Irene & Seulgi sort son premier mini-album Monster, qui contient six titres dont les singles Monster et Naughty.
En octobre 2022, Seulgi fait ses débuts en solo et sort son premier mini-album 28 Reasons avec la chanson principale du même nom. 
En mars 2025, elle sort son second mini-album intitulé Accidentally On Purpose. 

## Discographie

### Mini-albums (EP)
| Année | Titre                   | Détails                                                      | Classements | Classements | Ventes                                        |
| Année | Titre                   | Détails                                                      | COR         | JAP         | Ventes                                        |
| ----- | ----------------------- | ------------------------------------------------------------ | ----------- | ----------- | --------------------------------------------- |
| 2022  | 28 Reasons              | - Date de sortie : 4 octobre 2022 - Label : SM Entertainment | 3           | 16          | - COR : plus de 241 000 - JAP : plus de 5 600 |
| 2025  | Accidentally On Purpose | - Date de sortie : 10 mars 2025 - Label : SM Entertainment   | 4           | —           | - COR : plus de 137 000 - JAP : plus de 1 300 |

### Singles

#### En solo
| Année | Titre          | Classement | Album                   |
| Année | Titre          | COR        | Album                   |
| ----- | -------------- | ---------- | ----------------------- |
| 2022  | 28 Reasons     | 113        | 28 Reasons              |
| 2025  | Baby, Not Baby | 147        | Accidentally On Purpose |

#### En collaboration
- 2017 : Darling U (avec Yesung)
- 2017 : Our Story (avec Chiyeol)
- 2017 : Doll (avec Kangta et Wendy)
- 2018 : Wow Thing (avec Jeon So-yeon, Chungha et SinB)
- 2025 : Lucky (avec  Kim Wan-sun)

#### En featuring
- 2014 : Butterfly (Henry Lau feat. Seulgi)
- 2017 : Drop (Mark Lee feat. Seulgi)
- 2017 : Heart Stop (Taemin feat. Seulgi)
- 2018 : Selfish (Moonbyul feat. Seulgi)
- 2018 : Hello Tutorial (Zion.T feat. Seulgi)
- 2021 : Best Friend (Wendy feat. Seulgi)
- 2021 : Who Are You (BamBam feat. Seulgi)

## Filmographie

### Web-série
| Année | Titre                     | Titre original | Rôle   | Note(s)        | Réf.   |
| ----- | ------------------------- | -------------- | ------ | -------------- | ------ |
| 2017  | Idol Drama Operation Team | 꽃길만 걷자    | Seulgi | Rôle principal | [ 16 ] |